# بتنفلد
بتنفلد (به آلمانی: Bettenfeld) یک شهر در آلمان است که در برنکاستل-ویتلیش واقع شده‌است. بتنفلد ۷۱۵ نفر جمعیت دارد.